# Ишкинин, Ишмай Иштубаевич
Ишмай Иштубаевич Ишки́нин (15 декабря 1914, Ишимово, Баймурзинский сельсовет — 2 августа 1964, Мишкинский район, Башкирская АССР) — командир взвода 550-го стрелкового полка 126-й стрелковой дивизии 54-го го стрелкового корпуса 43-й армии 3-го Белорусский фронта, младший лейтенант, Герой Советского Союза.

## Биография
Ишмай Иштубаевич Ишкинин родился в деревне Ишимово ныне Мишкинского района Башкирии в семье крестьянина.
Мариец. Член ВКП(б)/КПСС с 1948 года. Окончил 5 классов, работал в колхозе.
В Красной Армии в 1936—1938 годах и с февраля 1943 года. Призван городским военным комиссариатом города Улан-Удэ. В боях Великой Отечественной войны с апреля 1943.
Окончил Полтавское пехотное училище в 1944 году.
Младший лейтенант Ишкинин отличился в боях за город Кёнигсберг (Калининград).
С 1946 года лейтенант Ишкинин — в запасе. Жил и работал в родной деревне.
Умер 2 августа 1964 года. Похоронен в деревне Ишимово Мишкинского района Башкирии.

## Подвиг
«7 апреля 1945 года со своими бойцами блокировал один из казематов форта на подступах к городу и взорвал его. Уничтожил 4 станковых пулемёта и десятки гитлеровцев. Продолжая дальнейший штурм форта, И. И. Ишкинин лично уничтожил гранатами 8 немцев.
8 апреля 1945 года стремительной атакой его взвод овладел домом на перекрёстке улиц, из которого противник вёл интенсивный ружейно-пулемётный огонь. При штурме этого дома взводом И. И. Ишкинина было уничтожено 50 немецких солдат и 24 взято в плен».
Звание Героя Советского Союза с вручением ордена Ленина и медали «Золотая Звезда» (№ 6251) младшему лейтенанту Ишкинину Ишмаю Иштубаевичу присвоено Указом Президиума Верховного Совета СССР от 19 апреля 1945 года.

## Награды
- Медаль «Золотая Звезда» Героя Советского Союза (19.04.1945)[2][3].
- Орден Ленина.
- Орден Красной Звезды (16.03.1945)[4].
- Медаль «За взятие Кенигсберга»[5].

## Память
В с. Баймурзино и д. Ишимово Мишкинского района И. И. Ишкинину поставлены памятники. Его именем названа улица в с. Мишкино и д. Ишимово.